# Louca Família
Louca Família é um sitcom brasileiro produzido e exibido pela RecordTV entre 2 de maio de 2009 e 11 de dezembro de 2010 em duas temporadas. Originalmente foi um especial de fim de ano da emissora exibido em 2007, tendo um segundo episódio-piloto em 2008, quando foi aprovado como série fixa para a grade de programação de 2009. Foi escrito por Tom Cavalcante e Letícia Dornelles e dirigido por Rogério Passos.

## Antecedentes
Em 20 de dezembro de 2007 a RecordTV exibiu um especial de fim de ano intitulado Louca Família, o qual trazia Tom Cavalcante, André Segatti, Denise Del Vecchio, Rogério Fróes, André Mattos, Angelina Muniz, Cristina Pereira  e Karina Bacchi no elenco, contando a história de uma família que recebia parentes do interior no Natal. Em 21 de dezembro de 2008 foi criado outro especial de Natal com o mesmo título, porém abordando uma família diferente. Devido a boa repercussão, a emissora decidiu fixar na grade de programação de 2009 a produção e Tom Cavalcante aproveitou alguns atores dos especiais, além da história de 2008, para criar o seriado.

## Enredo

### Primeira temporada (2009)

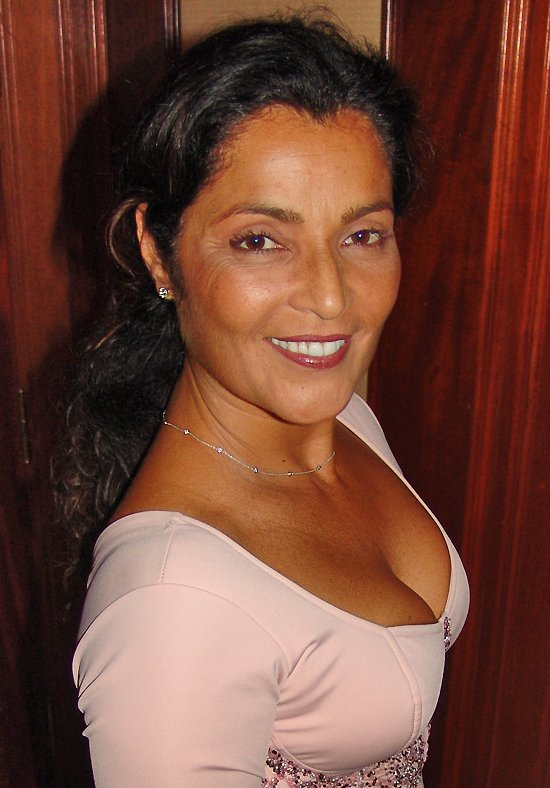
Angelina Muniz interpretou Gigi

A história é centrada na família Perez Pinheiro, comandada por Dr. Toninho (André Mattos), que o dono dos Empreendimentos Pin-Ton, e sua esposa, a perua Gigi (Angelina Muniz). Eles tem dois filhos: Tola (Tom Cavalcante) é um jovem que não quer saber de trabalhar ou estudar, enquanto Dina (Ticiane Pinheiro) é uma moça meio burra, que está grávida e não sabe quem é o pai. O namorado dela é Zero (Dado Dolabella), um malandro boa-vida que está interessado na fortuna da família. Irmã de Gigi, Anete (Maíra Charken) é uma mulher de 30 anos ainda virgem, que foi largada no altar anos antes e sempre algo a impede de desencalhar. Ainda há o mordomo Ivonaldo (David Cardoso Jr) e Suzy (Karina Bacchi), amiga dos jovens.

### Segunda temporada (2010)
A temporada é centrada na rivalidade de dois ex-amigos, criada na juventude quando Naldo (Tom Cavalcante) e Nando (Paulo Figueiredo) disputaram o coração de Léinha (Maria Cláudia) e o primeiro ficou com ela. Naldo e Leinha tem 3 filhos: a piriguete Léo (Ticiane Pinheiro), a rebelde Manda (Julianne Trevisol) e o galante Nick (Felipe Folgosi). Já Nando se casou com Estelinha (Françoise Forton) e tem 2 filhos: Gracinha (Maíra Charken) e Doca (Cássio Ramos). Ainda há a empregada Jarilene (também Tom Cavalcante), a dissimulada Morgana (Karina Bacchi), que é apaixonada por Nick, e o namorado de Manda, Ivo (Dado Dolabella). Quando Nick e Gracinha se apaixonam e ela fica grávida, as duas famílias precisam aprender a conviver, criando situações cômicas e inesperadas.

## Elenco
| Ator              | Personagem                              |
| ----------------- | --------------------------------------- |
| Tom Cavalcante    | Willian Frederico Perez Pinheiro (Tóla) |
| André Mattos      | Antônio Marcos Pinheiro                 |
| Angelina Muniz    | Gisela Perez Pinheiro (Gigi)            |
| Ticiane Pinheiro  | Leopoldina Perez Pinheiro (Dina)        |
| Dado Dolabella    | José Roberto Martins e Silva (Zero)     |
| Karina Bacchi     | Suzy Moraes Kühn                        |
| Maíra Charken     | Anete Perez                             |
| David Cardoso Jr. | Ivonaldo Teixera                        |

| Ator              | Personagem                        |
| ----------------- | --------------------------------- |
| Tom Cavalcante    | Agnaldo Ferreira (Naldo)          |
| Tom Cavalcante    | Jarilene                          |
| Maria Cláudia     | Léa Ferreira (Léinha)             |
| Paulo Figueiredo  | Dr. Fernando Silva (Nando)        |
| Françoise Forton  | Maria Estela Silva (Estelinha)    |
| Felipe Folgosi    | Nick Ferreira                     |
| Maíra Charken     | Maria das Graças Silva (Gracinha) |
| Karina Bacchi     | Morgana Diaz                      |
| Ticiane Pinheiro  | Leonora Ferreira (Léo)            |
| Julianne Trevisol | Armanda Ferreira (Manda)          |
| Dado Dolabella    | Ivo Stayler                       |
| Cássio Ramos      | Joaquim Silva (Doca)              |